# Patrick Raynal (écrivain)
Pour les articles homonymes, voir Patrick Raynal.
 (mars 2016).
Œuvres principales
- Fenêtre sur femmes
- Né de fils inconnu
- Retour au noir
- Au service secret de Sa Sainteté
- Lettre à la grand-mère

Patrick Raynal, né le 1er juillet 1946 à Paris, est écrivain, éditeur, scénariste, traducteur et journaliste français.

## Biographie
Patrick Raynal passe une partie de son enfance dans le sud-ouest de la France. Après avoir fréquenté de nombreux collèges, à 14 ans, il rejoint son père à Saint-Paul-de-Vence. En 1969, il obtient une maîtrise de lettres modernes à la faculté de Nice, ville qu'il mettra en scène dans ses premiers romans. Il milite activement dans les mouvements d'extrême gauche (Gauche prolétarienne).
Il devient critique spécialisé en littérature policière pour Nice-Matin de 1982 à 1988. En 1982, il publie Un tueur dans les arbres, son premier roman. En 1989, il propose à Télérama un reportage aux États-Unis sur quatre écrivains de son panthéon américain (James Crumley, Jim Harrison, Tony Hillerman et Richard Ford). Il découvre au cours de ce voyage la ville de Missoula (Montana) et ses nombreux écrivains.
Considéré comme un spécialiste de la littérature américaine, il collabore, de 1990 à 1995, au journal Le Monde (Le Monde des Livres). La même année, il obtient le prix Mystère de la critique pour son roman Fenêtre sur femmes.

En 1991, Antoine Gallimard lui confie la direction de la Série noire qu'il dirigera jusqu'en 2004. En 1992, il crée la collection La Noire dont la première couverture reproduit le négatif de la Collection Blanche de Gallimard. En 1995, dans le numéro de février de la revue Esprit (p. 77-96) il affirme : 

« le roman noir est l’avenir du roman. »

Il est vice-président du festival Étonnants voyageurs jusqu'à sa démission, le 4 décembre 2008.
En novembre 2004, il rejoint les éditions Fayard (collection « Fayard Noir' »). Cette collaboration cesse en novembre 2009 (après le départ de Claude Durand), cependant il continuera, après cette date, à assurer la direction littéraire de tous les ouvrages achetés sur ses conseils.
Également scénariste, il a participé, en 1998, à l'écriture du film Le Poulpe avec Jean-Bernard Pouy et Guillaume Nicloux.
Son ouvrage, Lettre à ma grand-mère (Flammarion), n'est pas un roman mais un récit autobiographique après la lecture du manuscrit de Marie Pfister, sa grand-mère, déportée à Ravensbrück pour faits de Résistance.
Il collabore à la revue XXI (reportage en automne 2008, « Aux sources du polar nordique », XXI, no 3, et en 2009, « Henning Mankell au Mozambique », XXI hors-série).
Auteur de nombreuses préfaces il a notamment signé celles des deux volumes de Georges Simenon, romans américains parus aux éditions Omnibus, 2009.
De 2010 à 2014  il enseigne le « creative writing » à l'Institut des sciences politiques.
En 2011, il dirige la collection « Vendredi 13 » aux éditions La Branche.
Conférencier en milieux culturels, scolaires et universitaires, il est également conseiller littéraire du Salon du livre de Colmar (de 2009 à 2019) où il invite une vingtaine d'écrivains sur l'espace « La Tasse de T de Patrick Raynal » animé par Michel Abescat et Christine Ferniot.
En 2015 et 2016, il écrit avec Jean-Luc Fromental le scénario de Domenica, projet de long-métrage d'animation produit par Miyu Productions.
En 2015, il participe à la rédaction de l'ouvrage C'est l'histoire de la Série Noire 1945-2015, pour les 70 ans de la Série noire.
Il donne régulièrement des cours de creative writing à l'Atelier d'Écriture Les Mots (Paris, rue Dante)

### Vie privée
Patrick Raynal est marié depuis 1970 avec Arlette Lauterbach (traductrice d'italien et coauteur du Livre de Cuisine de la Série Noire et du Livre des Alcools de la Série Noire chez Gallimard).  
Il est le père du producteur Emmanuel-Alain Raynal, fondateur de Miyu Productions, société de production spécialisée en animation.

## Œuvre

### Romans
- 1982 : Un tueur dans les arbres (Albin Michel coll. « Sanguine » no 8)
- 1982 : La Clef de Seize (Albin Michel coll. « Sanguine » no 16 In Very Nice - Baleine 1996 - Gallimard 2000 : coll. « Folio policier » no 152)
- 1985 : La Vie duraille, avec Jean Bernard Pouy et Daniel Pennac, sous le pseudonyme J.B. Nacray (Fleuve noir)
- 1988 : Fenêtre sur femmes (Albin Michel - LGF 1991 : Le Livre de poche no 7306 - Gallimard 2002 : coll. « Folio policier » no 267)
- 1990 : Arrêt d'urgence (Albin Michel - LGF 1992 : Le Livre de poche no 7596 - Gallimard 2003 : Folio policier no 295) -  Adapté par Denys Granier-Deferre (1994) avec Marie Trintignant et Hyppolite Girardot
- 1990 : Nice-Est (Calmann-Lévy 1988 - Presses Pocket : no 3492 - Baleine 1997)
- 1993 : Blues Mississippi mud - photographie Patrick Bard (La Martinière)
- 1995 : Arrêtez le carrelage - coll. « Le Poulpe » (Baleine 2009 - Flammarion 1998 : Librio noir no 207)
- 1995 : Né de fils inconnu (Albin Michel - LGF 1997: Le Livre de poche no 17020)
- 1997 : Nice, 42e rue (Fleuve noir 1985 - Baleine - Gallimard 1999 : coll. « Folio policier » no 128) Préface Jean-Bernard Pouy
- 1997 : Blue movie  - Roman interactif - avec Françoise Rey (Blanche - Blanche 2001 coll. « Bibliothèque blanche » no 13)[4]
- 1998 : En cherchant Sam (Flammarion - Le Seuil 1999 coll. « Points » no 682)
- 1998 : La Plaine - poème - illustrations Frédéric Raynal (Le Ricochet)
- 1999 : Le Marionnettiste (Le Masque - Gallimard 2001 coll. « Folio policier » no 202)
- 1999 : Le Ténor hongrois - Recueil de nouvelles (Flammarion - J'ai lu 2004 : J'ai lu no 7373)
- 2000 : Le Poulpe - le film - avec Jean-Bernard Pouy et Guillaume Nicloux (Baleine)
- 2000 : Chasse à l'homme avec Jean Bernard Pouy - Postface Jean-Luc Fromental (Mille et une Nuits coll. « Petite collection » no 278)
- 2001 : La Poignée dans le coin (Baleine coll. « Série grise » no 8)
- 2001 : Le Livre des alcools de la Série noire avec Arlette Lauterbach - Préface J-Marie Laclavetine - Ill: Joëlle Jolivet  (Gallimard)
- 2001 : Corbucci - Recueil de nouvelles (Albin Michel)
- 2004 : La Farce du destin avec Jean Bernard Pouy (Les Contrebandiers)
- 2005 : The Farce of the destin avec Jean Bernard Pouy (Les Contrebandiers)
- 2006 : Le Débarcadère des anges (La Branche coll. « Suite noire » no 3)  -  Adapté par Brigitte Roüan (2009)
- 2006 : Retour au noir (Flammarion - Le Seuil 2009 coll. « Points » no 2093)
- 2008 : Lettre à ma grand-mère (Flammarion)
- 2009 : Ex (Denoël)
- 2012 : Au service secret de Sa Sainteté (L'Écailler) - Prix Arsène Lupin de littérature policière 2013
- 2016 : Une ville en mai (L'Archipel)
- 2017 : Cérium avec Gérard Filoche (Le Cherche Midi)
- 2018 : Lord Gwynplaine, avec Jean-Bernard Pouy (Albin Michel)
- 2021 : L'Âge de la guerre (Albin Michel), dans lequel Raynal emprunte l'héroïne Ghjulia « Diou » Boccanera des romans de Michèle Pedinielli[5].
- 2023 : Domenica avec Emmanuel-Alain Raynal, Albin Michel

### Romans pour la jeunesse
- 2003 : Kidu (Syros jeunesse coll. « Rat noir » no 8)
- 2003 : Le Médaillon, suivi de La Piste de l'ombre (Gallimard coll. « Folio junior » no 1255)

### Préfaces
- 1999 :  Préface Le livre de cuisine de la Série Noire, Gallimard, auteurs : Arlette Lauterbach et Alain Raybaud ; ill. Jochen Gerner
- 2009 : Préface de Simenon en Amérique (volume 1 et volume 2) - Collection Omnibus des Presses de la Cité

### Bandes dessinées
- 1987 : Nostalgia in Time square, avec Jacques Ferrandez (Futuropolis)
- 2001 : Arrêtez le carrelage, avec Joe G. Pinelli (Le Poulpe, 6 Pieds sous terre coll. « Céphalopode » no 5)
- 2004 : Sexual killer, avec Didier Eberoni (Albin Michel)

### Scénarios
- Renaissance film d'animation de Christian Volckman (2006) (Adaptation)
- Le Poulpe de Guillaume Nicloux (1998) (Scénariste)
- Zone franche de Paul Vecchialli (1996) (Scénariste)
- Arrêt d'urgence de Denys Granier-Deferre (1994) (TV) (Scénariste)
- Fenêtre sur femmes de Don Kent (1992) (TV) (Scénariste)

### Traductions (de l'anglais)
- 1997 : Avec Jeanne Guyon : Le Faucheux de James Sallis (The Long-legged Fly), Éditions Gallimard, coll. « La Noire »
- 2003 : Avec Isabelle Maillet : L'Œil du criquet de James Sallis (Eye of the Cricket) Éditions Gallimard, coll. « La Noire »
- 2009 : L.A. Noir de Tom Epperson (The King One), Éditions Le Cherche Midi
- 2009 : Poussière tu seras de Sam Millar (The Darkness of the Bones), Éditions Fayard, coll. « Fayard Noir »
- 2010 : Redemption Factory de Sam Millar (The Redemption Factory), Éditions Fayard, coll. « Fayard Noir »
- 2013 : On the Brinks de Sam Millar, éditions Le Seuil
- 2013 : Nu dans le jardin d'Eden de Harry Crews (Naked in Garden Hills, 1969), Éditions Sonatine
- 2014 : Les Chiens de Belfast de Sam Millar (Bloodstorm, 2008), Éditions Le Seuil
- 2015 : Les Portes de l'enfer de Harry Crews (This Thing Don't Lead To Heaven, 1970), Éditions Sonatine
- 2015 : Le Cannibale de Crumlin Road de Sam Millar (The Dark Place) Éditions Le Seuil, collection Seuil Policiers
- 2016 : Un sale hiver de Sam Millar (The Dead of Winter) Éditions Le Seuil, collection Seuil Policiers.
- 2016 : Zig Zag  de Ross Thomas (Chinaman's chance) Éditions Sonatine
- 2017 : Au scalpel de Sam Millar (Past Darnes) Éditions Le Seuil, collection Cadre Noir
- 2017 : La Conspiration K de Richard Condon (The Plot Against America)  Éditions Sonatine
- 2019 : Le Karaté est un état d'esprit de Harry Crews (Karate is a Thing of the Spirit, 1971), Éditions Sonatine

## Prix
- Prix Mystère de la critique 1989 pour Fenêtre sur femmes[6]